# Шкорпиони (паравојна јединица)
Шкорпиони су били српска паравојна јединица која је била активна током ратова у бившој Југославији. Шкорпиони су учествовали у рату у Хрватској, Босни и Херцеговини и на Косову и Метохији.

## Оптужба
На основу видео снимка из 2005. године, снимљеног од стране једног од припадника Шкорпиона, Хашки трибунал је поднео оптужбу за ратне злочине. На снимку је приказано стрељање заробљеника из Сребренице у околини Трнова у Босни и Херцеговини, за време рата у Босни и Херцеговини.
Шкорпиони су учествовали и у рату на Косову и Метохији 1999. године.

## Популарна култура
Измишљена верзија Шкорпиона приказана је у филму Сезона убијања из 2013. године, у којем глуме Роберт де Ниро и Џон Траволта. У филму Капетан Америка: Грађански рат из 2016. године, главни негативац, барон Хелмут Земо, био је пуковник у тајној паравојној јединици познатој као „ЕКО Шкорпион” у измишљеној источноевропској земљи Соковији. Шкорпиони се укратко помињу у четвртој епизоди серије Морнарички специјалци.